# Джек О'Нілл
Джонатан Дж. «Джек» О'Нілл (англ. Jonathan J. "Jack" O'Neill, також Джек О'Ніл, Джон О'Нілл, Джон Дж. О'Нілл, народився 20 жовтня 1952) — вигаданий персонаж у американо-канадському науково-фантастичному фільмі Зоряна брама і наступних телесеріалах Зоряна брама: SG-1, Зоряна брама: Атлантида та Зоряна брама: Всесвіт, роль якого виконали Курт Расселл (у фільмі) і Річард Дін Андерсон (в серіалах).

## Біографія персонажу
Джек О'Нілл народився 20 жовтня 1952 року у Чикаго, штат Іллінойс, зростав у Міннесоті, має ірландське походження. У підлітковому віці він не приділяв достатньо уваги навчанню у школі, але ніколи не шкодував про це.

### Військова кар'єра
У вісімнадцять років О'Нілл вступив до лав Військово-повітряних сил, показав себе винятково обдарованим льотчиком та згодом був переведений до спецпідрозділу ВПС. Воював у В'єтнамі, після чого продовжував брати участь у закордонних спецопераціях. Так у 1980 році він виконував таємну місію у районі ірано-іракського кордону. У 1982 році разом з Чарльзом Ковальскі тоді ще капітан Джек О'Нілл входив до складу групи, що здійснювала таємну операцію у Східній Німеччині, під час якої загинув його командир — полковник Джон Майклз (англ. John Michaels). Також він брав участь у війни в Перській затоці, де частково внаслідок дій полковника Френка Кромвелла (англ. Frank Cromwell) потрапив у полон та чотири місяці перебував в іракській в'язниці.

#### Зоряна брама
На момент початку фільму персонаж Курта Рассела полковник Джек О'Ніл (з однією літерою «л») страждав від тяжкої депресії та залишив військову службу після трагічної загибелі свого сина, який випадково застрелив себе з особової зброї О'Ніла. За задумом авторів — Діна Девліна та Роланда Еммеріха — суїцидальні думки вплинули на його рішення очолити першу місію крізь Зоряну браму, задля досягнення мети якої О'Ніл мав намір пожертвувати своїм життям. Але після прибуття команди полковника до пункту призначення — на планету Абідос — подальший розвиток подій змушує його відхилитися від початкового плану. О'Ніл успішно виконує своє завдання знешкодити угрозу з боку Ра, підірвавши атомну бомбу на борту його корабля на орбіті планети. Згодом він дозволяє Деніелу Джексону залишитися на Абідосі та сам з рештою своєї команди повертається на Землю.

#### Зоряна брама: SG-1, Атлантида, Всесвіт
Після повернення на Землю О'Нілл йде у віставку. Події першого сезону серіалу Зоряна брама: SG-1 розпочинаються у 1997 році, за рік після подій на Абідосі, коли базу Зоряної брами атакує загін прибульців та захоплює старшого рядового авіації Керол Ветеринс (англ. Carol Weterings). Зовнішня схожість командира нападників з Ра змушує генерал-майора Джорджа Хаммонда розпочати розслідування щодо дій О'Нілла під час його останньої місії, внаслідок чого команда полковника вдруге вирушає на Абідос. На підставі нової інформації, що була отримана на планеті, розпочинається програма Зоряної брами — формуються дев'ять загонів, чия цілком таємна для решти населення Землі місія полягає у «розвідці, визначенні загроз та встановлювані мирних контактів з народами інших планет». Полковник О'Нілл очолює перший загін — SG-1. Під час рятувально-розвідувальної операції, що SG-1 та SG-2 проводили на Чулаку, О'Нілл переконує перейти на свою сторону Першого воїна Апофіса Тіл'ка, який незабаром приєднується до складу SG-1.
Впродовж наступних років команда SG-1 під командуванням полковника О'Нілла здійснює місії на більше ніж сотні планет у різних куточках галактики, а також неодноразово рятує Землю.
У 2004 році Джек О'Нілл отримує звання бригадного генерала та на один рік очолює базу Зоряної брами. В пілотній серії телесеріалу Зоряна брама: Атлантида він переконує Джона Шеппарда приєднатися до експедиції, що вирушає у галактику Пегас.
У 2005 році після виходу генерал-лейтенанта Джорджа Хаммонда у відставку генерал-майор О'Нілл посідає його місце чільника федерального відділення Департаменту оборони США, що відповідає за захист Землі.
У 2006 році він разом з Річардом Вулсі вирушає до Атлантиди для участі в перемовинах з Древніми щодо подальшої долі земної експедиції та допомагає команді Шеппарда звільнити місто від реплікаторів.
У 2009 році О'Нілла підвищено до звання генерал-лейтенанта. На початку серіалу Зоряна брама: Всесвіт він рекрутує Ілая Уоллеса до програми «Ікар». Згодом подальше спілкування з екіпажем «Долі» О'Нілл здійснює за допомогою комунікаційних каменів Древніх.

#### Військові нагороди
За роки служби у ВПС Джек О'Нілл отримав численні військові нагороди США та медалі інших держав:
| - — «За видатну службу в Збройних силах» - — «За видатні заслуги» ВПС - — «За відмінну службу в Збройних силах» - — «За похвальну службу в Збройних силах» - — Медаль пілота - — «За похвальну службу» - — Медаль ВПС - — «За досягнення в повітрі» - — Похвальна медаль об'єднаних штабів та сил - — Похвальна медаль ВПС | - — «За досягнення» ВПС - — Відзнака прославленій частині - — Відзнака за досконалість організації - — «За бойову готовність» - — «За службу національній обороні» - — «За службу у В’єтнамі» - — «За участь у війні в Затоці» - — Відзнака за службу за кордоном - — Відзнака за тривалу службу у ВПС |

| - — Медаль В'єтнамської кампанії (Південний В'єтнам) | - — «За визволення Кувейту» (Саудівська Аравія) |

### Особисте життя
- Сара О'Нілл — колишня дружина, з якою О'Нілл розлучився після загибелі їхнього сина[5].О'Нілл під дією нанітів та Кінтія (Зоряна брама: SG-1, 1997)

О'Нілл під дією нанітів та Кінтія (Зоряна брама: SG-1, 1997)

- Кінтія — жителька планети Аргос (P3X-8596), з якою О'Нілл мимоволі одружився за місцевими звичаями та близький контакт з якою призвів до зараження Джека нанітами, що спричинили прискорене старіння його організму[26]. Менш ніж за два тижні, коли нарешті було знайдене рішення, як нейтралізувати наніти та наслідки їхньої дії, біологічний вік О'Нілла становив майже 80 років. Залишаючи Аргос, О'Нілл зізнався, що завдяки Кінтії навчився цінувати кожен день свого життя.
- Лейра — мати підлітка, намагаючись врятувати якого під час метеорного дощу, Джек був змушений на сто днів залишитися на планеті Едора (P5C-768), бо один із метеоритів влучив у зоряну браму. Поступово О'Нілл змирився з думкою про неможливість повернутися до свого колишнього життя і майже заручився з Лейрою[27]. В той же час, Саманта Картер не втрачала надії врятувати полковника і врешті-решт винайшла спосіб відновити роботу брами на Едорі. За два роки після повернення на Землю, коли О'Нілл працював під прикриттям з метою викрити таємні операції агентства NID, він використав історію з Лейрою, як офіційний привід пройти крізь Зоряну браму[28].
- Керрі Джонсон — агент ЦРУ, нетривалі стосунки з якою базувалися на умові, що вони не будуть заважати роботі, і яка покинула О'Нілла через його почуття до Саманти Картер[29].
- Стосунки Ток'ра зазвичай вимагають обопільної згоди та зацікавленості як симбіонтів, так і носіїв[30]. Але у випадку О'Нілла це правило порушувалось двічі. Вперше, коли полковника спробувала звабити носій Фрея, хоча її симбіонту Аніз подобався Деніел Джексон[31]. Та вдруге, коли Канан — симбіонт Ток'ра, що зголосився на злиття із смертельно хворим та невиліковним в іншій спосіб О'Ніллом — не отримавши згоди полковника, таємно залишив базу Ток'ра та вирушив на надсекретну дослідницьку заставу Системного Лорда Ба'ала, щоб врятувати свою кохану Шейллен[32]. В останню мить план Канана провалився, він залишив тіло свого носія, через що смертельно поранений О'Нілл потрапив у полон. Попри вчинок Канана та тортури, яким піддавав його Ба'ал, О'Нілл не розповів Ба'алу справжньої мети повернення свого колишнього симбіонта на заставу та все ж таки врятував Шейллен.
- Саманта Картер

### Альтернативні версії О'Нілла

Справжній О'Нілл (ліворуч) та андроїд (Зоряна брама: SG-1, 1997)

Полковник О'Нілл (праворуч) та його клон (Зоряна брама: SG-1, 2003)

- Після завершення місії на P3X-562 з'ясовується[5], що той, хто повернувся з рештою команди на Землю, не є справжнім полковником О'Ніллом, а радше його нестабільною енергетичною копією.

- Єдиний мешканець, що залишився на P3X-989 — Харлан — через самотність та неспроможність підтримувати працездатність величезного підземного комплексу самотужки, виготовляє андроїдні копії О'Нілла та решти SG-1.[33] Після зустрічі зі справжнім Джеком О'Ніллом «О'Нілл»-робот погоджується відмовитися від спроб повернути собі «своє» колишнє життя та обіцяє назавжди поховати Зоряну браму на P3X-989. Але через деякий час[34] виявляється, що він порушив власну обіцянку, і що дублікати SG-1 здійснюють місії на інші планети. Під час спільної зі справжньою SG-1 спецоперації по визволенню планети Джуна (P3X-729) від Кроноса, штучний «О'Нілл» та решта його команди припиняють своє існування.

- Деніел Джексон, за допомогою квантового дзеркала на P3R-233, опиняється[35] в альтернативній реальності, де саме в цей час Землю атакує Апофіс. Розуміючи, що часу та засобів для перемоги не залишилось, командувач альтернативної бази Зоряної брами — генерал О'Нілл — погоджується використати останній шанс відкрити Зоряну браму на те, щоб відправити Джексона з інформацією про джерело нападу назад на P3R-233 і спробувати таким чином врятувати Землю у реальності Деніела. Водночас сам генерал О'Нілл гине від руки альтернативного Тіл'ка, який після зруйнування за наказом альтернативного О'Нілла Чулаку, відмовляється зректися своєї віри в Апофіса.

- Один з прибульців, що захопили базу Зоряної брами[36], за допомогою позаземних пристроїв імітує зовнішність та голос О'Нілла, а також отримує доступ до його пам'яті, поки сам Джек перебуває в непритомному стані. Справжній О'Нілл приходить до тями після того, як прибулець був застрелений Самантою Картер. Пізніше[37] імітаційний пристрій був використаний агентом NID Девліном, який під виглядом О'Нілла здійснив замах на сенатора Кінсі.

- У майбутньому[38], де протягом майже десяти років після зустрічі SG-1 з високорозвинутою расою Ашенів, відставний полковник О'Нілл — єдиний, хто піддає сумніву щирість їхніх намірів. Коли стає зрозумілою справжня мета прибульців, майбутній О'Нілл долучається до спроби колишньої SG-1 надіслати повідомлення у минуле та гине під час виконання своєї місії.

- Альтернативна Саманта Картер, що потрапляє на Землю за допомогою квантового дзеркала з P3R-233, розповідає про свого чоловіка, полковника Джека О'Нілла, якій загинув у день річниці їхнього весілля під час атаки Землі флотом Апофіса[39].

- На базі Зоряної брами раптово з'являється хлопець, який стверджує, що він — полковник О'Нілл, і, окрім свого зовнішньо вигляду та віку, здається, нічим не відрізняється від справжнього полковника О'Нілла[3]. Пізніше з'ясовується, що підліток є частиною таємного експерименту з клонування, що проводив Азгард Локі, і має несумісну з життям генетичну аномалію. Справжній О'Нілл вмовляє Азгардів виправити дефект задля того, щоб надати клону можливість жити і зростати як звичайному хлопцю.

## Фільмографія
Фільми
- 1994 — Зоряна брама — полковник Джек О'Ніл
- 2008 — Зоряна брама: Континуум — полковник/генерал-майор Джек О'Нілл

Зоряна брама: SG-1
- 1997—2004 — усі серії першого-сьомого сезонів — полковник Джек О'Нілл
- 2004—2005 — усі серії восьмого сезону — бригадний генерал Джек О'Нілл
- 2006 — «200» — генерал-майор Джек О'Нілл
- 2007 — «Саван» — генерал-майор Джек О'Нілл

Зоряна брама: Атлантида (4 серії) 
- 2004 — «Пробудження» — бригадний генерал Джек О'Нілл
- 2006 — «Справжній світ», «Повернення» (частина перша), «Повернення» (частина друга) — генерал-майор Джек О'Нілл

Зоряна брама: Всесвіт (6 серій)
- 2009 — «Повітря» (частина перша), «Повітря» (частина друга), «Повітря» (частина третя), «Земля» — генерал-лейтенант Джек О'Нілл
- 2010 — «Вторгнення» (частина перша), «Діверсія» — генерал-лейтенант Джек О'Нілл

## Нагороди за виконання ролі Джека О'Нілла

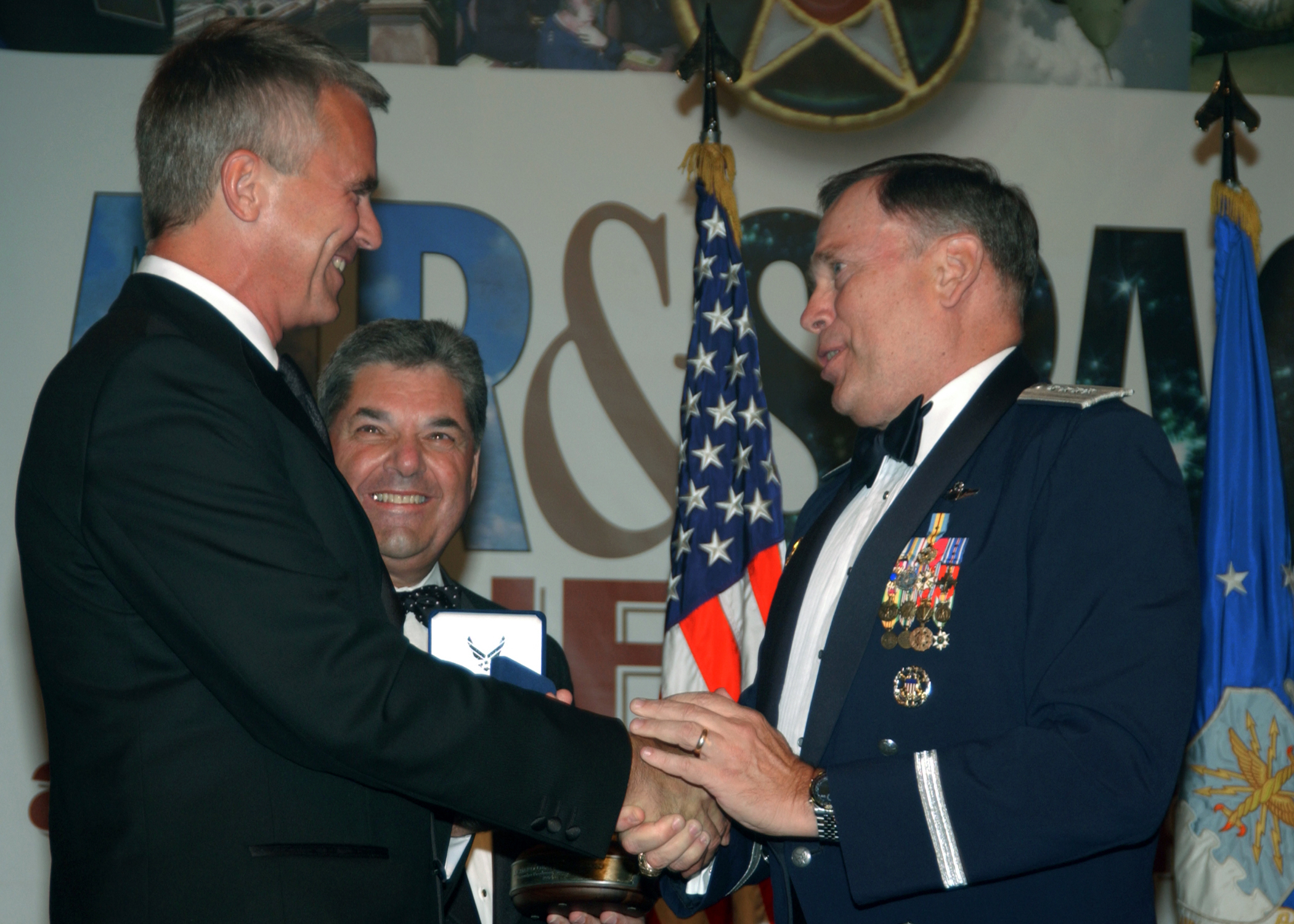
Річард Дін Андерсон та генерал Джон Джампер (Вашингтон, 2004)

У 1998 році за виконання ролі Джека О'Нілла у телесеріалі Зоряна брама: SG-1 Річард Дін Андерсон отримав премію «Сатурн» у категорії «Найкращий телеактор» та номінувався за цією ж категорією у 2001—2005 роках.
Під час урочистого прийому на честь 57-ї річниці Військово-повітряних сил США, що відбулася 14 вересня 2004 року у Вашингтоні, генерал Джон Джампер (англ. John P. Jumper), на той час начальник штабу ВПС, у своїй промові надав високу оцінку ролі Річарда Діна Андерсона та серіалу Зоряна брама: SG-1 у підтримці позитивного іміджу Збройних сил та присвоїв актору звання почесного бригадного генерала ВПС США.

## Цікаві факти
- Джек О'Нілл та Деніел Джексон — єдині персонажі, що з'являються як в оригінальному фільмі Зоряна брама, так і в усіх трьох серіалах — Зоряна брама: SG-1, Зоряна брама: Атлантида та Зоряна брама: Всесвіт.
- Перший земний космічний крейсер X-303 «Прометей» (англ. X-303 Prometheus) О'Нілл пропонував перейменувати на «Ентерпрайз» — на честь зоряного корабля «Ентерпрайз» (англ. USS Enterprise) з науково-фантастичної епопеї Зоряний шлях, бо, за його словами, «Прометей» — це «грецька трагедія, кому вона потрібна?»[42]. Водночас у телесеріалі Зоряний шлях: Вояджер фігурує  корабель «Прометей» (англ. USS Prometheus)[43].
- Під час перевірки перед першим позаземним польотом перехоплювача X-302 (англ. X-302 Interceptor) О'Нілл питає Саманту Картер про стан фазерів[44] , яких немає на Х-302, бо вони є вигаданим різновидом енергетичної зброї у серіалі Зоряний шлях.